# Emirates Cricket Board
L'Emirates Cricket Board è la federazione nazionale di cricket degli Emirati Arabi Uniti.

## Storia
Il cricket è stato importato negli Emirati Arabi Uniti all'inizio del XX secolo dagli inglesi, che fondarono la federazione nel 1936. Tuttavia fino agli anni '70 e '80 il cricket rimarrà uno sport scarsamente praticato, in quegli anni un grande flusso di immigrati provenienti da paesi in cui il gioco è molto popolare ha aumentato la diffusione della disciplina. Attualmente la nazionale emiratina è una delle più forti nazionali del mondo tra quelle prive del test status.